# The Pianissimo 음악예술학회
The Pianissimo 음악예술학회는 2005년 12월 미국에서 The Pianissimo로 시작하였고,2007년 한국으로 옮겨와 2011년 3월 [The Pianissimo 음악예술학회]를 창단하였다. 음악 전 분야에 걸쳐 연주와 학술활동을 하는 단체로 매년 6회 이상의 실내악 정기연주회 이외에 독주연주회, 살롱음악회, 우수신인음악회, 해외아티스트콘서트 등을 개최하며 2011년부터 음악 전문 학술 논문집 『음악예술연구』를 발간하며, 학술대회, 학술세미나, 공개레슨, 공개강의 등을 개최한다.